# Sports Juniors

Sports Juniors est le partenaire et magazine officiel de la Ligue de hockey junior Maritimes Québec (LHJMQ).
Il couvre l'actualité des dix-huit équipes de la LHJMQ et publie un magazine virtuel disponible sur son site Web.